# باربرا راندولف
باربرا راندولف (بالإنجليزية: Barbara Randolph)‏ هي مغنية وممثلة أمريكية، ولدت في 5 مايو 1942 في ديترويت في الولايات المتحدة، وتوفيت في 15 يوليو 2002 في جنوب أفريقيا بسبب سرطان.

## وصلات خارجية
- باربرا راندولف على موقع IMDb (الإنجليزية)
- باربرا راندولف على موقع ميوزك برينز (الإنجليزية)
- باربرا راندولف على موقع ديسكوغز (الإنجليزية)
- باربرا راندولف على موقع قاعدة بيانات الفيلم (الإنجليزية)